# Eva Orvošová
Eva Loweová-Orvošová (ur. 18 stycznia 1971 w Liptowskim Mikułaszu) – słowacka kolarka górska i szosowa reprezentująca także Czechosłowację, srebrna medalistka mistrzostw świata MTB.

## Kariera
Największy sukces w karierze Eva Orvošová osiągnęła w 1991 roku, kiedy podczas mistrzostw świata w Ciocco zdobyła srebrny medal w downhillu. W zawodach tych wyprzedziła ją jedynie Amerykanka Ruthie Matthes, a trzecie miejsce zajęła Silvia Fürst ze Szwajcarii. Był to jedyny medal wywalczony przez Orvošovą na międzynarodowej imprezie tej rangi. Startowała także na szosie, zajmując między innymi drugie miejsce w klasyfikacji generalnej czeskiego wyścigu Krasna Lipa Tour w latach 1988 i 1989 oraz niemieckiego Thüringen-Rundfahrt w 1989 roku. W 1996 roku wystąpiła na igrzyskach olimpijskich w Atlancie zajmując dziewiąte miejsce w cross country oraz 27. pozycję w szosowym wyścigu ze startu wspólnego. Nigdy nie zdobyła medalu na szosowych mistrzostwach świata.